# Jöns Nilsson Kullman
Jöns Nilsson Kullman, född 3 februari 1815 i Gladsax socken, död 20 oktober 1895, var en svensk skollärare och klockare.
Kullman kom 1845 som lärare till Brösarp men på grund av sitt engagemang i väckelserörelsen avsattes han från sin tjänst. Han flyttade 1859 till Fränninge, 1863 till Järestad och 1876 till Kölja i nuvarande Ronneby kommun. Kullman sysslade under denna tid troligen med lantbruk. 
Kullman har bland annat skrivit väckelsesången Kom, sätt dig neder och hör på sången.